# بيوتر لافروف
بيوتر لافروفيتش لافروف (بالروسية: Пётр Лаврович Лавров) عالم اجتماع وفيلسوف ومؤرخ وثوري روسي. أحد منظري حركة النارودنكس. وهو كاتب أغنية عمال مارسيليز.